# Reynald Temarii
Ariitu Reynald Temarii (né le 2 juin 1967) est un footballeur polynésien, dirigeant sportif et homme politique qui a servi en tant que ministre dans le gouvernement de Gaston Flosse. De 2004 à 2010, il a été président de la Confédération du football d'Océanie et, de 2007 à 2010, vice-président de la Fédération internationale de football association. Il est le père de la politicienne Nahema Temarii. 

## Biographie
Temarii commence sa carrière de footballeur à l'AS Jeunes Tahitiens, décrochant un titre de champion de Polynésie en 1987. Il part en France pour poursuivre sa carrière de footballeur au FC Nantes entre 1988 et 1990. Il retourne en Polynésie française au début des années 1990, jouant pour l'AS Vénus et l'AS Pirae, et est sacré champion de Polynésie avec les deux équipes. En 1995, il est le capitaine de l'équipe de Tahiti médaillée d'or aux Jeux du Pacifique Sud.
Entre 1997 et 2004, il est ministre de la Jeunesse et des Sports dans le gouvernement Tahoera'a Huiraatira de Gaston Flosse, avant d'être élu président de la Confédération du football d'Océanie. Il est réélu en 2007, et est nommé vice-président de la FIFA. Fin 2004, il est nommé président du conseil d'administration de Tahiti Nui TV. Il quitte cette fonction moins d'un mois plus tard et Temarii quitte par la suite le Tahoera'a pour lancer son propre parti politique, Porinetia Ora,.
En tant que membre du comité exécutif de la FIFA, Temarii détient l'une des 57 voix lors de l'élection du lieu de la Coupe du monde. Lors des scrutins hôtes de 2018 et 2022, il est rapporté dans le Sunday Times que Temarii ait indiqué que son vote fut influencé par la construction d'une académie de football dans son pays. Reynald Temarii nie ces allégations, affirmant que ses commentaires avaient été sortis de leur contexte. Il est suspendu de la FIFA pendant que des enquêtes contre lui sont menées, et est démis de ses fonctions à l'OFC, remplacé par David Chung. En novembre 2010, il est banni de toutes les activités de football pendant un an et est interdit de voter à l'avenir sur les candidatures d'organisation de la Coupe du monde. Il fait appel de la décision, ce qui fait perdre à l'OFC son droit de vote. Son appel est rejeté en février 2011.
En juin 2014, le Sunday Times fait de nouvelles allégations de corruption, alléguant que Temarii a été payé 305 000 € par le responsable du football qatari Mohammed Bin Hammam. Ces allégations font l'objet d'une enquête de la FIFA et, en mai 2015, Temarii est suspendu de toutes les activités de football nationales et internationales pendant huit ans pour violation des codes d'éthique de la FIFA. À la suite de cette décision, il démissionne de son poste de directeur général de la Fédération tahitienne de football.
En avril 2017, le Parquet national financier ouvre une enquête sur Temarii pour corruption, association de malfaiteurs et trafic d'influence. En novembre 2017, il est arrêté pour interrogatoire dans le cadre de l'enquête,. En mai 2023, il est mis en examen pour corruption privée passive,.

## Distinctions
En octobre 2013, il est fait chevalier de l'Ordre de Tahiti Nui pour sa coordination de la Coupe du monde de beach soccer 2013 .